# Dioclea rufescens
Dioclea rufescens är en ärtväxtart som beskrevs av George Bentham. Dioclea rufescens ingår i släktet Dioclea och familjen ärtväxter. Inga underarter finns listade i Catalogue of Life.